# إيزابيلا فورشال
كانت إيزابيلا فورشال (الحائزة على زمالة FRCSE) (عاشت من 2 تشرين الأول إلى 10 آب 1989) جراحة أطفال إنكليزية لعبت دورًا هامًا في تطوير تخصص جراحة الأطفال في المملكة المتحدة، كان لها اهتمام خاص في مجال جراحة الأطفال حديثي الولادة، وكان لها دور أساسي في إنشاء وحدة الجراحة الخاصة بحديثي الولادة في ليفربول، وهي أول وحدة للعناية المركزة للولدان في المملكة المتحدة،  وفي العالم كله أيضًا. 

## الحياة الباكرة
ولدت فورشال في ساسكس في إنكلترا، في 2 تشرين الأول عام 1900، لم تذهب إلى المدرسة، بل تلقت تعليمها في المنزل من قبل والدتها، وهي خريجة كلاسيكية من جامعة كامبريدج، اختارت دراسة الطب في كلية لندن الطبية للبنات،  والمستشفى الملكي المجاني، حيث حصلت على بكالوريوس العلوم في عام 1927.

## مهنة الجراحة
عملت كجرّاحة مقيمة في مستشفى ليفربول الملكي للأطفال، وبعد ذلك في مستشفى ألدر هاي للأطفال حيث استمرت في العمل في كلاهما حتى تقاعدت في عام 1965، وانتُخبت كزميلة لجراحي الجامعة الملكية في المملكة المتحدة في عام 1932.
عُيّنت كمساعدة جراح في عام 1939 في مستشفى واترلو، ومستشفى المقاطعة العام في ليفربول، ومستشفى بيركينهيد وويرال للأطفال في بيركينهيد، لطالما كان طموحها المهني موجهًا لتحقيق إنجازات هامة في مجال جراحة الأطفال، وقد أحرزت ذلك من خلال تعيينها كجراحة فخرية في مستشفى ليفربول الملكي للأطفال عام 1942، وفي حين كان العديد من زملائها الجراحين يخدمون في القوات، كانت إيزابيلا تعمل بشكل منفرد تقريبًا في منطقة ليفربول كلها خلال تلك الفترة من الحرب.
بعد الحرب بدأت بتشكيل فريق من أخصائيي طب الأطفال في ليفربول من شأنه أن يعزز تطوير التخصص ليس على مستوى ليفربول فقط، بل على مستوى المملكة المتحدة ككل، وقد كان لجهودها الدور الأكبر في افتتاح الوحدة الجراحية لحديثي الولادة لليفربول في مستشفى ألدر هاي للأطفال في عام 1953.
ومن خلال هذه الوحدة (وهي أول وحدة عناية مركّزة لحديثي الولادة في المملكة المتحدة، وفي العالم أيضًا) لوحظ وجود انخفاض بمعدلات المواتة بعد العمليات الجراحية على حديثي الولادة، وازدياد بمعدلات البقيا عندهم بمعدل ازداد من 22% حتى 74%، [2] ويعود معظم الفضل في ذلك إلى إيزابيلا فورشال وزميلها الأصغر بيتر ريكهام، وفيما بعد أوصى تقرير حكومي بإنشاء وحدات مماثلة في جميع أنحاء البلاد. 
لمحة عن المقالات التي نشرتها مع زميلها بيتر ريكهام في المجلة البريطانية للجراحة:
1. التهاب الصفاق بالعقي: في العدد 40 المقال 159، نُشر في عام 1952.
2. التسمم بسلفات الحديدي تسبب انسداد في المصرة البوابية: في العدد41 المقال 168، نُشر في عام 1954.
3. التهابات المرارة والتحصّي الصفراوي في مرحلة الطفولة: العدد 42 المقال 172، نُشر في 1954.
4. تضاعفات الجهاز الهضمي: في العدد 47 المقال 205، نُشر في عام 1960.
5. حالة رتج خلقي في إحليل أمامي عند جنين ذكر: في العدد 25 المقال الثاني، نُشر في عام 1953.
6. عملية نقل قضيب وكيس الصفن: في العدد 28 المقال الثالث، نُشر في عام 1956.

## مؤهلات وجوائز أخرى
حصلت في عام 1957 على شهادات MRCS (شهادة عضو في الجامعة الملكية للجراحين) وLRCP (شهادة الجامعة الملكية للأطباء)، وأصبحت في عام 1960عضوا في زمالة جراحي الجامعة الملكية في المملكة المتحدة) وشهد الجزء الأخير من حياتها المهنية كسب الكثير من الأوسمة، كما أنها شاركت في تأسيس وتطوير الرابطة البريطانية لجراحي الأطفال منذ بدئها، وأصبحت ثاني رئيسة لهذه الرابطة في عام 1958، في العام التالي كانت رئيسة قسم طب الأطفال في الجمعية الملكية للطب، وأصبحت رئيسة مؤسسة ليفربول الطبية، وفي عام 1970 حصلت على درجة الماجستير في الجراحة (ChM) من جامعة ليفربول.

## الحياة اللاحقة والإرث
تقاعدت في ساسكس وتوفيت تشيتشيستر في 10 أغسطس 1989، احتُفل بذكراها من خلال محاضرة فورشال التي أُلقيت في المؤتمر السنوي للجمعية البريطانية لجراحي الأطفال. 